# جان فرانسوا ميرتنز
جان فرانسوا ميرتنز هو رياضياتي واقتصادي بلجيكي، ولد في 11 مارس 1946 في أنتويرب في بلجيكا، وتوفي في 17 يوليو 2012.